# Marv Levy
Marvin Daniel Levy (Chicago, 3 de agosto de 1925) es un entrenador de fútbol americano y fútbol canadiense ahora retirado, exejecutivo de fútbol americano y autor estadounidense.
Fue entrenador en jefe profesional de varios equipos, como los Montreal Alouettes (1973-1977) de la CFL, los Chicago Blitz (1984) de la United States Football League, los Kansas City Chiefs (1978-1982) y los Buffalo Bills (1986-1997) de la NFL, llevando a los Bills a ganar cuatro Campeonatos de la American Football Conference. Fue seleccionado para ser miembro del Salón de la Fama del Fútbol Americano Profesional en 2001.

## Estadísticas como entrenador en jefe profesional

### En la CFL
| Equipo          | Año             | Temporada regular | Temporada regular | Temporada regular | Temporada regular | Temporada regular | Playoffs | Playoffs | Playoffs  | Playoffs                                                              |
| Equipo          | Año             | Ganados           | Perdidos          | Empatados         | % G               | Lugar             | Ganados  | Perdidos | % Ganados | Resultado                                                             |
| --------------- | --------------- | ----------------- | ----------------- | ----------------- | ----------------- | ----------------- | -------- | -------- | --------- | --------------------------------------------------------------------- |
| MTL             | 1973            | 7                 | 6                 | 1                 | 0,536             | 3.º en el Este    | 1        | 1        | 0,500     | Perdió con los Ottawa Rough Riders en la Final del Este.              |
| MTL             | 1974            | 9                 | 5                 | 2                 | 0,625             | 1.º en el Este    | 2        | 0        | 1,000     | Ganó en contra de los Edmonton Eskimos en la 62.ª Grey Cup.           |
| MTL             | 1975            | 9                 | 7                 | 0                 | .563              | 2.º en el Este    | 2        | 1        | 0.667     | Perdió en contra de los Edmonton Eskimos en la 63.ª Grey Cup.         |
| MTL             | 1976            | 7                 | 8                 | 1                 | .469              | 3.º en el Este    | 0        | 1        | 0.000     | Perdió en contra de los Hamilton Tiger-Cats en la Semifinal del Este. |
| MTL             | 1977            | 11                | 5                 | 0                 | .689              | 1.º en el Este    | 2        | 0        | 1.000     | Ganó en contra de los Edmonton eskimos en la 65.ª Grey Cup.           |
| Total en la CFL | Total en la CFL | 43                | 31                | 4                 | .577              |                   | 7        | 3        | .700      | Ganó dos Campeonatos de la Grey Cup.                                  |

### En la NFL
| Equipo               | Año                  | Temporada regular | Temporada regular | Temporada regular | Temporada regular | Temporada regular         | Playoffs | Playoffs | Playoffs  | Playoffs                                                                 |
| Equipo               | Año                  | Ganados           | Perdidos          | Empatados         | % G               | Lugar                     | Ganados  | Perdidos | % Ganados | Resultado                                                                |
| -------------------- | -------------------- | ----------------- | ----------------- | ----------------- | ----------------- | ------------------------- | -------- | -------- | --------- | ------------------------------------------------------------------------ |
| KC                   | 1978                 | 4                 | 12                | 0                 | 0,250             | 5.º en el Oeste de la AFC | -        | -        | -         | -                                                                        |
| KC                   | 1979                 | 7                 | 9                 | 0                 | 0,438             | 5.º en el Oeste de la AFC | -        | -        | -         | -                                                                        |
| KC                   | 1980                 | 8                 | 8                 | 0                 | 0,500             | 3.º en el Oeste de la AFC | -        | -        | -         | -                                                                        |
| KC                   | 1981                 | 9                 | 7                 | 0                 | 0,563             | 3.º en el Oeste de la AFC | -        | -        | -         | -                                                                        |
| KC                   | 1982                 | 3                 | 6                 | 0                 | 0,333             | 4.º en el Oeste de la AFC | -        | -        | -         | -                                                                        |
| Total en Kansas City | Total en Kansas City | 31                | 42                | 0                 | 0,425             |                           | -        | -        | -         |                                                                          |
| BUF                  | 1986                 | 2                 | 5                 | 0                 | 0,286             | 4.º en el Este de la AFC  | -        | -        | -         | -                                                                        |
| BUF                  | 1987                 | 7                 | 8                 | 0                 | 0,467             | 4.º en el Este de la AFC  | -        | -        | -         | -                                                                        |
| BUF                  | 1988                 | 12                | 4                 | 0                 | 0,750             | 1.º en el Este de la AFC  | 1        | 1        | 0,500     | Perdió en contra de los Cincinnati Bengals por el Campeonato de la AFL.  |
| BUF                  | 1989                 | 9                 | 7                 | 0                 | 0,563             | 1.º en el Este de la AFC  | 0        | 1        | 0,000     | Perdió en contra de los Cleveland Browns en el juego divisional.         |
| BUF                  | 1990                 | 13                | 3                 | 0                 | 0.813             | º en el Este de la AFC    | 2        | 1        | 0,667     | Perdió en contra de los New York Giants en el Super Bowl XXV.            |
| BUF                  | 1991                 | 13                | 3                 | 0                 | 0,813             | 1.º en el Este de la AFC  | 2        | 1        | 0,667     | Perdió en contra de los Washington Redskins en el Super Bowl XXVI.       |
| BUF                  | 1992                 | 11                | 5                 | 0                 | 0,688             | 2.º en el Este de la AFC  | 3        | 1        | 0,750     | Perdió en contra de los Dallas Cowboys en el Super Bowl XXVII.           |
| BUF                  | 1993                 | 12                | 4                 | 0                 | 0,750             | 1.º en el Este de la AFC  | 2        | 1        | 0,667     | Perdió en contra de los Dallas Cowboys en el Super Bowl XXVIII.          |
| BUF                  | 1994                 | 7                 | 9                 | 0                 | 0,438             | 4.º en el Este de la AFC  | -        | -        | -         | -                                                                        |
| BUF                  | 1995                 | 10                | 6                 | 0                 | 0,625             | 1.º en el Este de la AFC  | 1        | 1        | 0,500     | Perdió en contra de los Pittsburgh Steelers en el partido divisional.    |
| BUF                  | 1996                 | 10                | 6                 | 0                 | 0,625             | 2.º en el Este de la AFC  | 0        | 1        | 0,000     | Perdió en contra de los Jacksonville Jaguars en el partido de wild card. |
| BUF                  | 1997                 | 6                 | 10                | 0                 | 0,375             | 4.º en el Este de la AFC  | -        | -        | -         | -                                                                        |
| Total en Buffalo     | Total en Buffalo     | 112               | 70                | 0                 | 0,615             |                           | 11       | 8        | 0,579     |                                                                          |
| Total en la NFL      | Total en la NFL      | 143               | 112               | 0                 | 0,561             |                           | 11       | 8        | 0,579     |                                                                          |

### En la USFL
| Equipo | Año   | Temporada regular | Temporada regular | Temporada regular | Temporada regular | Temporada regular                                      | Playoffs | Playoffs | Playoffs  | Playoffs  |
| Equipo | Año   | Ganados           | Perdidos          | Empatados         | % G               | Lugar                                                  | Ganados  | Perdidos | % Ganados | Resultado |
| ------ | ----- | ----------------- | ----------------- | ----------------- | ----------------- | ------------------------------------------------------ | -------- | -------- | --------- | --------- |
| CB     | 1984  | 5                 | 13                | 0                 | 0,278             | 5.º en la División Central de la Conferencia del Oeste | -        | -        | -         |           |
| Total  | Total | 5                 | 13                | 0                 | 0,278             |                                                        |          |          |           |           |